# Футбольный мяч
Футбольный мяч — мяч, используемый для игры в футбол, параметры которого регламентируются правилом игры 2.

## Требования к мячу
- имеет сферическую форму;
- изготовлен из кожи или другого похожего материала. В настоящее время часто используется синтетика;
- имеет длину окружности не более 70 см (28 дюймов) и не менее 68 см (27 дюймов). Стандартный размер мяча 5 (англ. Size 5);
- на момент начала матча весит не более 410…450 г (14…16 унций). Масса указывается для сухого мяча;
- имеет давление, равное 0,6—1,1 атмосферы (600—1100 гс/см2) на уровне моря (от 8,5 psi до 15,6 psi).

## История
На этапе развития футбола мяч изготавливали из мочевых пузырей животных, которые быстро приходили в негодность, если по ним наносили достаточно сильные удары. Технология производства мяча качественно изменилась с открытием Чарльзом Гудиером в 1838 году вулканизированного каучука. В 1855 году Гудиер представил первый мяч, изготовленный из резины. Применение резины позволило усилить качество отскока мяча и его прочность.
Семь лет спустя, в 1862 году, другой изобретатель Ричард Линдон создал первую надувную резиновую камеру для мяча. Позже он разработал к камере насос, и на выставке в Лондоне его изобретение завоевало медаль. Благодаря открытию каучука и изобретению надувной камеры создались необходимые технические условия для промышленного производства футбольных мячей.
В 1863 году была основана Футбольная ассоциация Англии, которая впервые произвела унификацию футбольных правил, но на тот момент в них ничего не упоминалось о футбольном мяче. В 1872 году был официально установлен стандартный размер и масса мяча. До этого размер и масса футбольного мяча определялись по обоюдному согласию заинтересованных сторон. В соответствии с новыми правилами футбольный мяч должен иметь сферическую форму с объёмом (длиной окружности) от 68,6 до 71,7 см. Масса мяча могла колебаться в пределах от 367 до 425 г. В 1937 году масса мяча была установлена в пределах 400—450 г, и с того момента это правило остаётся неизменным.
В 1888 году была основана Футбольная лига Англии. Благодаря её заказам впервые началось серийное производство футбольных мячей компаниями Mitre и Thomlinson’s of Glasgow. В начале XX века их качество существенно улучшилось, благодаря прочному каучуку камера могла выдерживать большое давление. Мяч состоял из внутренней камеры и покрышки. Покрышка изготавливалась из натуральной кожи и состояла из 18 сшитых между собой панелей. Ниппель был скрыт под шнуровкой. В начале 1960-х годов был изготовлен полностью синтетический футбольный мяч. Натуральная кожа всё ещё находила применение в производстве, но в конце 1980-х годов синтетические материалы полностью её заменили.

## Конструкция

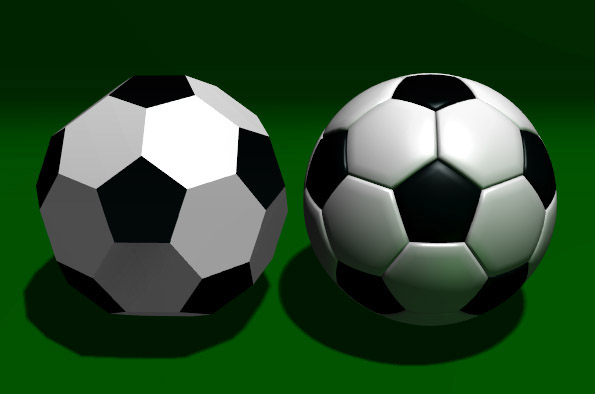
Сравнение усечённого икосаэдра (слева) с футбольным мячом

Футбольный мяч состоит из трёх основных компонентов: покрышки, подкладки и камеры.

### Покрышка
Изначально покрышка изготавливалась из натуральной кожи. Сейчас в основном применяют синтетику, поскольку кожа впитывает воду и мяч набирает вес. Как правило, применяют материал PU (полиуретан) или PVC (поливинилхлорид). Большинство современных мячей состоят из 32 водонепроницаемых панелей, 12 из них имеют пятиугольную форму, 20 — шестиугольную. Панели футбольного мяча сшивают нитками ручным или машинным способом или склеивают.
Конструкция из этих 32 многоугольников называется усечённый икосаэдр — достаточно близкая к шару геометрическая фигура, компромисс между несферичностью и количеством швов на покрышке. Сферическая форма придаётся мячу за счёт давления воздуха, закачанного внутрь. Первый такой мяч был произведён в Дании в 1950 году фирмой Select и получил в Европе широкое распространение. Всемирно стал употребляться после чемпионата мира 1970 года в Мексике, на котором были такие мячи, произведённые фирмой Adidas. До этого применялся мяч со шнуровкой, состоящий из 18 продолговатых частей и по устройству похожий на современные волейбольные мячи. Эта конструкция достаточно распространена и до сих пор.
В 2004 году компания Adidas впервые представила Roteiro — официальный мяч чемпионата Европы по футболу 2004. Панели Roteiro были скреплены между собой принципиально новым методом — технологией термального соединения. Финал чемпионата мира по футболу 2006 года в Германии был сыгран мячом Adidas Teamgeist. Впервые с 1970 года компания Adidas отступила от традиционной 32-панельной конфигурации покрышки и представила 14-панельный мяч. Панели мяча были скреплены методом термального соединения. Официальным мячом чемпионата мира по футболу 2010 года в Южной Африке был Adidas Jabulani. Структура футбольного мяча состоит из 8 панелей, также скреплённых друг с другом термальным методом.

### Подкладка
Внутреннюю прослойку между покрышкой и камерой занимает подкладка. Качество футбольного мяча напрямую зависит от толщины подкладки. Она влияет на качество отскока мяча и помогает сохранить его форму. Материалом для изготовления служит полиэстер или спрессованный хлопок. Современный профессиональный футбольный мяч состоит из четырёх и больше слоёв подкладки.

### Камера
Изготавливается из синтетического бутилкаучука или натурального латекса, иногда из полиуретана. Латексная камера сохраняет воздух менее продолжительное время, чем бутиловая. В то же время латексная камера имеет преимущество по сравнению с камерами, изготовленными из бутилкаучука или полиуретана, по трём основным параметрам: мягкость, отскок и эластичность.

## Размеры

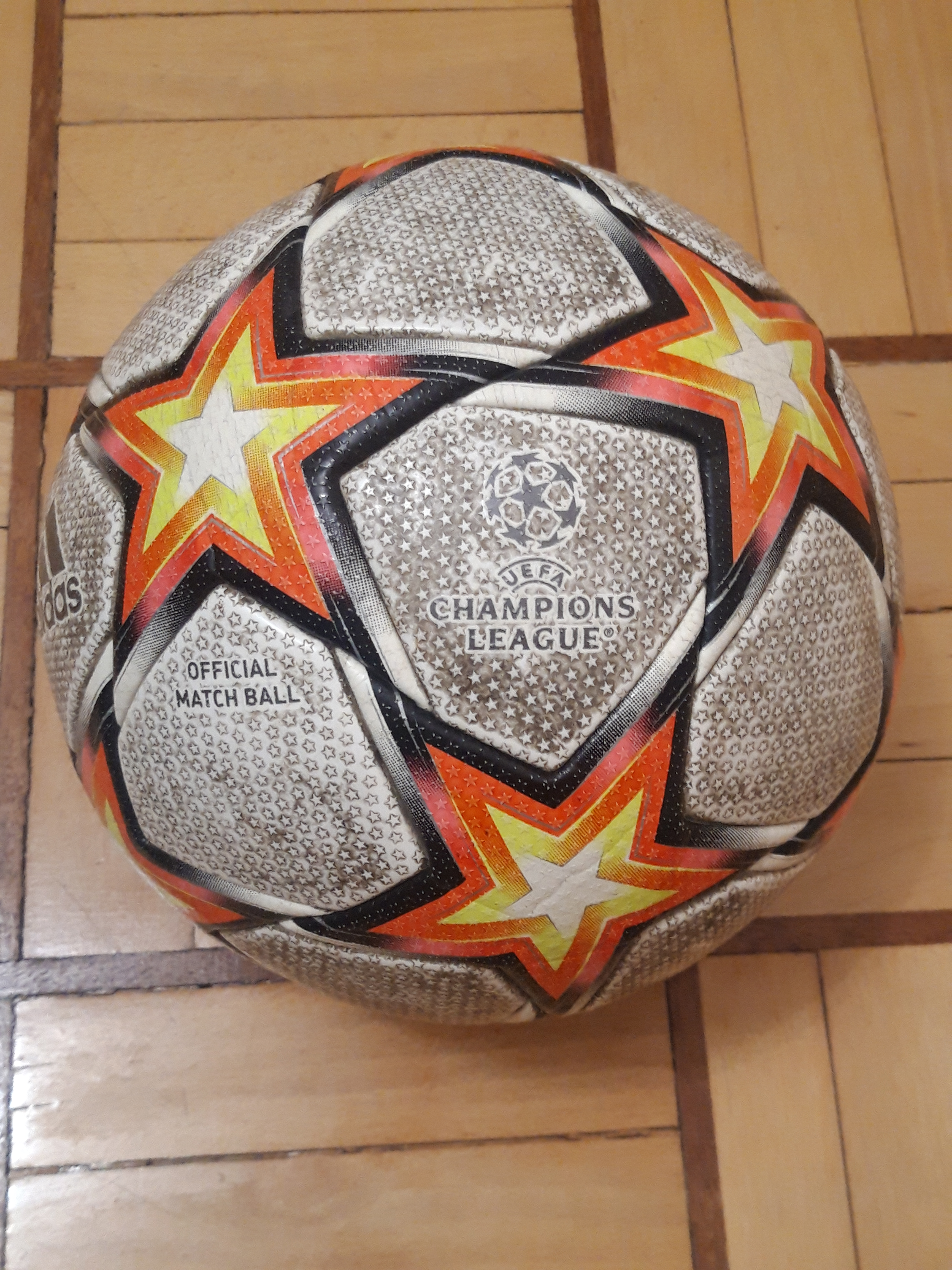
Мяч Лиги чемпионов 2021—2022 компании Adidas

### Размер 1
Мячи этого размера используются в основном с целью рекламы и производятся с отображенными логотипами или надписями рекламного характера. Обычно они изготовлены из синтетических материалов, состоят из 32 панелей (12 пятиугольников и 20 шестиугольников), и окружность их не превышает 43 см. По своей структуре мячи первого размера ничем не отличаются от стандартных мячей, лишь уступают им в размерах.

### Размер 2
Мячи этого размера используются в основном с целью рекламы и для обучения детей в возрасте до четырёх лет. Мяч изготавливается из синтетических материалов, пластика или материала (поливинилхлорида). Максимальная длина окружности составляет 56 см, а масса не превышает 283,5 г. Мячи этого размера наилучшим образом подходят для тренировок и повышения техники владения мячом. Мяч может состоять из 32 или 26 панелей. Иногда на нём изображают логотипы, знаки и различные надписи рекламного характера.

### Размер 3
Мячи этого размера предназначены для тренировок детей в возрасте до 8 лет. Масса мяча не превышает 340 г, а окружность не превышает 61 см. Обычно мячи этого размера состоят из 32 сшитых или склеенных панелей, изготовленных из синтетических материалов или поливинилхлорида. Иногда мячи этого размера сшивают из 18 или 26 панелей.

### Размер 4
Мячи этого размера являются стандартными для мини-футбола, а также предназначаются для тренировок детей в возрасте до 12 лет. В соответствии с правилами ФИФА мяч должен удовлетворять следующим требованиям:
- быть сферичным;
- быть изготовлен из кожи или другого одобренного материала;
- иметь длину окружности не более 64 см и не менее 62 см;
- иметь вес в начале матча не более 440 г и не менее 400 г;
- иметь давление, равное 0,6—0,9 атмосферы (600—900 гс/см2) над уровнем моря;
- иметь первый отскок не менее 50 см и не более 65 см при падении с высоты 2 м.

### Размер 5
Мячи этого размера используются во всех официальных соревнованиях, которые проводятся под эгидой ФИФА во всём мире. Мяч этого размера используется наиболее широко в футболе. Футбольных мячей пятого размера производится больше, нежели всех остальных мячей с первого по четвёртый размеры вместе взятых. Мяч имеет длину окружности 68—70 см и весит не более 450 г.
Также бывают облегчённые футбольные мячи (для женщин и детей), окружность и вес которых могут отличаться от официально принятых.

## Замена повреждённого мяча
Если мяч лопнул или получил повреждение во время игры — игра останавливается. Возобновляется она запасным мячом с розыгрыша спорного мяча в том месте, где тот пришёл в негодное состояние. Если мяч лопается или получает повреждение в момент, когда он не был в игре — при начальном ударе, ударе от ворот, угловом, штрафном, свободном ударе, ударе с 11-метровой отметки или вбрасывании, то после замены мяча игра возобновляется соответствующим образом.
Мяч может быть заменён во время игры только по указанию судьи.

## Расцветка

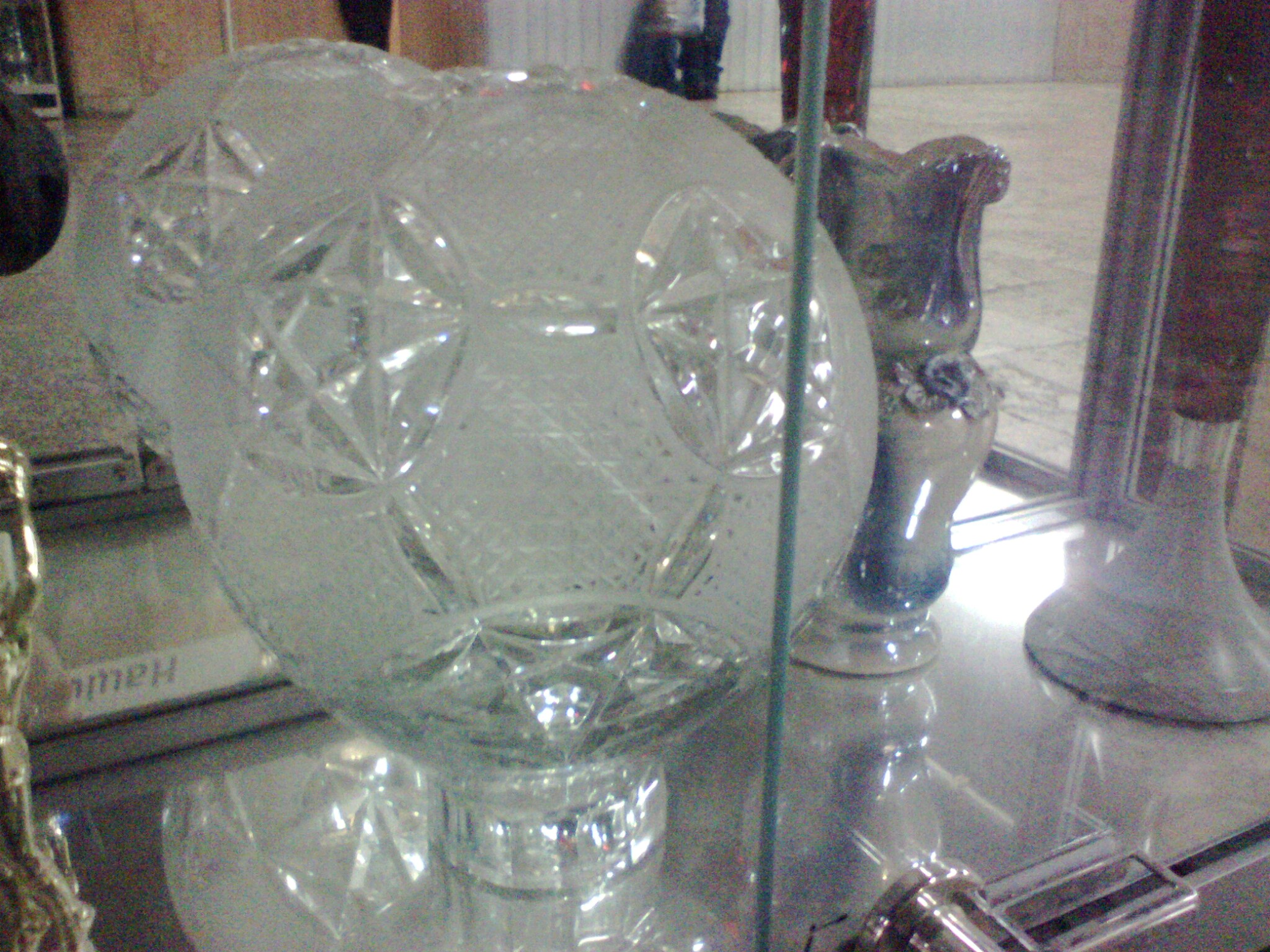
Хрустальный мяч — приз за хорошую игру в футболе

Старые мячи были одноцветными — коричневыми, затем белыми. Впоследствии для удобства трансляций на чёрно-белые телевизоры мяч сделали двухцветным — с чёрными пятиугольниками и белыми шестиугольниками. Эта расцветка стала стандартом для мячей и символики в принципе. Существуют и другие мячи, например, Total 90 Aerow от Nike, на который нанесены кольца, чтобы вратарю было проще определять вращение мяча. В матчах, проходящих на заснеженном поле или во время снегопада, применяются мячи яркой расцветки, преимущественно оранжевой.
По решению ФИФА на официальных играх любые эмблемы или реклама на мячах запрещены, кроме следующих:
- соревнования или организатора соревнования;
- компании — изготовителя мяча;
- знаков допуска мяча.

## Контроль качества мячей
В 1996—2013 годах в соответствии с системой контроля качества ФИФА все мячи, используемые в матчах, проводимых под эгидой этой футбольной организации, должны были предварительно получить логотипы FIFA Inspected или FIFA Approved. Для получения логотипа FIFA Inspected мячи проходили серию испытаний, включающих в себя контроль массы, влагопоглощение, отскок, округлость, окружность и потерю давления. Чтобы получить логотип FIFA Approved, мяч должен был пройти, вдобавок к вышеперечисленным тестам, ещё и дополнительные испытания по сохранению размера и формы. При этом производители футбольных мячей уплачивали некоторую денежную сумму ФИФА за разрешение ставить такие знаки на футбольных мячах. Для тех изготовителей, которые не хотели платить отчисления, ФИФА аккредитовала 6 европейских компаний, проводивших собственные испытания и ставящих логотип IMS, означавший, что мячи соответствуют всем требованиям для официальных соревнований, но не допускаются до международных турниров под эгидой ФИФА.
Начиная с 2014 года, были разработаны новые требования к мячам. Логотипы FIFA Inspected и FIFA Approved были заменены на FIFA Quality и FIFA Quality Pro соответственно, а International Matchball Standard был переименован в International Match Standard. С октября 2020 года обновляется программа качества ФИФА: логотипы FIFA Quality и FIFA Quality Pro сменили дизайн, а в июне 2021 года вместо IMS вводится новый логотип FIFA Basic, направленный на дальнейшее развитие мирового футбола и его доступность всем ассоциациям, организаторам соревнований и клубам с ограниченным бюджетом.

## Производство мячей
По оценкам, 40 % всех футбольных мячей производится в Сиалкоте (Пакистан), а другими крупными производителями являются Индия, Китай и Вьетнам. Раньше на производстве часто использовался детский труд, но после Евро-2004 в прессе появились публикации на этот счёт, и за завод взялись международные организации по защите детей, в частности ЮНИСЕФ.
Мячи для чемпионата мира в Германии 2006 года производились в Таиланде. Впервые с 1970 года Adidas предложил мячи, изготовленные не на заводах Сиалкота. Тем не менее компанией было запланировано выпустить для продажи все 60 миллионов мячей именно там.